# Juliputsch

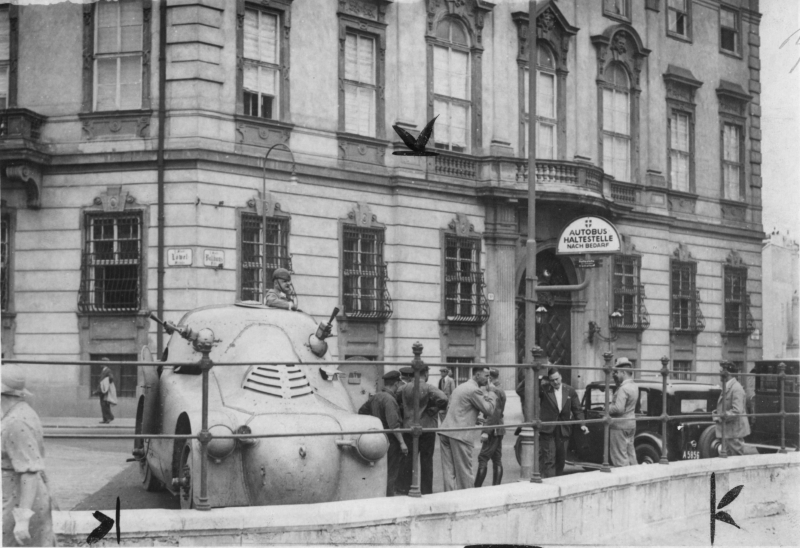
Gepantserde politiewagen, Balhausplatz 1934

De Juliputsch was een mislukte nationaalsocialistische staatsgreep in Oostenrijk eind juli 1934.

## Achtergrond
Oostenrijk was onder Engelbert Dollfuss een dictatuur en eenpartijstaat geworden, die sterk op het Italië van Benito Mussolini georiënteerd was. Andere partijen waren verboden, en dat had vooral bij de sociaaldemocraten en bij de nationaalsocialisten veel kwaad bloed gezet. In februari 1934 had het verbod van de sociaaldemocratische partij zelfs tot een gewapende opstand geleid, bekend onder de naam Oostenrijkse Burgeroorlog.
De NSDAP bezat al vanaf de jaren '20 een Oostenrijkse vleugel, de NSOAP. De nationaalsocialisten, die al eerder verboden waren, werden berucht voor het plegen van terreuraanslagen, waarbij onder meer de spoorwegen en openbare gebouwen in Wenen het doelwit waren. De nationaalsocialisten waren voor aansluiting van Oostenrijk bij Duitsland, iets waar Dollfuss en de buitenlandse grootmachten (vooral Italië, maar op diens aandringen ook Frankrijk en het Verenigd Koninkrijk) duidelijk op tegen waren. De Duitse regering ondersteunde de ondergrondse NSOAP en hun terreurcampagne. Toch kwam ook voor hen de putsch als een verrassing.

## Verloop
Op 25 juli ondernamen de Oostenrijkse nazi's twee bezettingen, een van het gebouw van de Ravag (het Oostenrijkse radiostation) en een van het gebouw van bondskanselier Engelbert Dollfuss. Het was de bedoeling om indien mogelijk het gehele kabinet gevangen te nemen. Bij deze laatste actie werden bondskanselier Dollfuss, minister van openbare veiligheid Emil Fey en staatssecretaris Carl Karwinsky in gijzeling genomen; Dollfuss werd echter bij de actie beschoten. Doordat hem medische hulp geweigerd werd overleed hij aan zijn verwondingen. De nationaalsocialisten verklaarden over de radio dat Anton Rintelen de nieuwe bondskanselier was; dit was het teken voor het begin van een nationale opstand. 
Kurt von Schuschnigg, de minister van Onderwijs, had echter voortijdig de kanselarij verlaten. Hij coördineerde nu het verzet tegen de coupplegers. De Bondskanselarij werd later omsingeld en ontzet door het leger, maar zoals van tevoren gepland kwamen overal in het land de nationaalsocialisten in een gewelddadige opstand, die nog enkele dagen voortduurde. 107 man regeringstroepen en 140 coupplegers werden in de gevechten gedood. 13 coupplegers werden geëxecuteerd, enkele duizenden werden naar concentratiekampen gezonden of vluchtten naar het buitenland. De belangrijkste rol in het neerslaan van de opstand werd gespeeld door Ernst von Starhemberg en zijn Heimwehr, omdat hij bang was dat het officiële leger te veel nazi-sympathisanten telde.
De Italiaanse dictator Benito Mussolini voelde zich door de coup niet alleen bedreigd maar ook persoonlijk beledigd. De familie van Dollfuss was bij hem te gast. Bovendien zag hij Oostenrijk als een waardevolle satellietstaat van Italië. Italië zond troepen naar de grens om de Oostenrijkse regering te hulp te komen, maar deze bleken niet nodig en bleven aan de eigen kant van de grens. Andere landen lieten weliswaar hun afkeuring blijken, maar lieten Italië de hete kastanjes uit het vuur halen. Mussolini zou de enige leider zijn die voor de Tweede Wereldoorlog Hitler een toontje lager liet zingen.

## Nasleep
Na het mislukken van de staatsgreep bond Adolf Hitler in. De landelijke inspecteur van de afdeling Oostenrijk van de NSDAP, Theodor Habricht werd ontslagen en het Oostenrijkse bureau van de NSDAP gesloten. De terreuraanslagen en de propaganda hielden op. In de internationale politiek had Adolf Hitler een sterke deuk opgelopen, temeer omdat hij slechts anderhalve maand tevoren aan Benito Mussolini op diens verzoek de onafhankelijkheid van Oostenrijk gegarandeerd had. De prille Duits-Italiaanse toenadering was weer bevroren. Hitler was razend over het "amateurisme" van de Oostenrijkse nazi's, voor wiens optreden hij echter wel verantwoordelijk werd gehouden.
In de komende maanden en jaren probeerden de Oostenrijkse nazi's de nieuwe bondskanselier Kurt von Schuschnigg tot samenwerking en opname van nationaalsocialisten in de regering te bewegen. Duitsland werd duidelijk steeds machtiger, en gebruikte ook economische macht en druk om Oostenrijk zijn wil op te leggen. Oostenrijk werd gedwongen tot steeds inniger economische samenwerking met Duitsland. In 1938, toen Duitsland en Italië inmiddels bondgenoten waren geworden, en Mussolini een Oostenrijkse aansluiting bij Duitsland geaccepteerd had, grepen de nationaalsocialisten alsnog de macht in Oostenrijk, en kwamen tot de aansluiting van Oostenrijk aan Duitsland. Zie hiervoor: Anschluss.